# Box-office France 2000
Cet article traite du box-office cinéma de 2000 en France.

## Les films à plus d'un million d'entrées
| Rang | Titre                                    | Pays | Réalisateur                               | Entrées    |
| ---- | ---------------------------------------- | ---- | ----------------------------------------- | ---------- |
| 1.   | Taxi 2                                   |      | Gérard Krawczyk                           | 10 345 901 |
| 2.   | Sixième Sens                             |      | M. Night Shyamalan                        | 7 799 130  |
| 3.   | Dinosaure                                |      | Ralph Zondag / Eric Leighton              | 5 217 982  |
| 4.   | Gladiator                                |      | Ridley Scott                              | 4 806 654  |
| 5.   | Toy Story 2                              |      | John Lasseter / Lee Unkrich / Ash Brannon | 4 529 693  |
| 6.   | Mission impossible 2                     |      | John Woo                                  | 4 097 256  |
| 7.   | Le Goût des autres                       |      | Agnès Jaoui                               | 3 859 151  |
| 8.   | Scary Movie                              |      | Keenen Ivory Wayans                       | 3 773 151  |
| 9.   | Incassable                               |      | M. Night Shyamalan                        | 3 450 178  |
| 10.  | Les Rivières pourpres                    |      | Mathieu Kassovitz                         | 3 255 184  |
| 11.  | Chicken Run                              |      | Nick Park / Peter Lord                    | 3 152 330  |
| 12.  | American Beauty                          |      | Sam Mendes                                | 3 001 844  |
| 13.  | Scream 3                                 |      | Wes Craven                                | 2 654 418  |
| 14.  | Erin Brockovich, seule contre tous       |      | Steven Soderbergh                         | 2 570 294  |
| 15.  | Billy Elliot                             |      | Stephen Daldry                            | 2 535 994  |
| 16.  | Sleepy Hollow                            |      | Tim Burton                                | 2 491 374  |
| 17.  | 60 secondes chrono                       |      | Dominic Sena                              | 2 430 332  |
| 18.  | La Plage                                 |      | Danny Boyle                               | 2 280 331  |
| 19.  | Pokémon, le film : Mewtwo contre-attaque |      | Kunihiko Yuyama                           | 2 224 432  |
| 20.  | Harry, un ami qui vous veut du bien      |      | Dominik Moll                              | 1 966 496  |
| 21.  | Charlie et ses drôles de dames           |      | McG                                       | 1 937 717  |
| 22.  | Jet Set                                  |      | Fabien Onteniente                         | 1 912 895  |
| 23.  | X-Men                                    |      | Bryan Singer                              | 1 862 436  |
| 24.  | Stuart Little                            |      | Rob Minkoff                               | 1 849 872  |
| 25.  | Apparences                               |      | Robert Zemeckis                           | 1 816 041  |
| 26.  | Tigre et Dragon                          |      | Ang Lee                                   | 1 806 197  |
| 27.  | Mon voisin le tueur                      |      | Jonathan Lynn                             | 1 751 610  |
| 28.  | La Ligne verte                           |      | Frank Darabont                            | 1 740 897  |
| 29.  | Hollow Man : L'Homme sans ombre          |      | Paul Verhoeven                            | 1 502 343  |
| 30.  | O'Brother                                |      | Joel Coen                                 | 1 499 393  |
| 31.  | En pleine tempête                        |      | Wolfgang Petersen                         | 1 403 086  |
| 32.  | Dancer in the Dark                       |      | Lars von Trier                            | 1 247 307  |
| 33.  | Meilleur Espoir féminin                  |      | Gérard Jugnot                             | 1 184 971  |
| 34.  | The Patriot : Le Chemin de la liberté    |      | Roland Emmerich                           | 1 160 975  |
| 35.  | Anna et le Roi                           |      | Andy Tennant                              | 1 075 184  |
| 36.  | In the Mood for Love                     |      | Wong Kar-wai                              | 1 063 246  |
| 37.  | Escrocs mais pas trop                    |      | Woody Allen                               | 1 038 868  |
| 38.  | Le Prince du Pacifique                   |      | Alain Corneau                             | 1 028 640  |

Par pays d'origine des films (Pays producteur principal)
- États-Unis : 22 films
- France : 7 films
- Royaume-Uni : 3 films
- Allemagne : 2 films
- Danemark : 1 film
- Hong Kong : 1 film
- Japon : 1 film
- Taïwan : 1 film
- Total : 38 films

## Box-office par semaine
| #  | Semaine                           | Film no 1                          | Pays              | Entrées           |
| -- | --------------------------------- | ---------------------------------- | ----------------- | ----------------- |
| 1  | 5 janvier au 11 janvier 2000      | Sixième Sens                       |                   | 1 463 152 entrées |
| 2  | 12 janvier au 18 janvier 2000     | Sixième Sens                       | 1 334 562 entrées |                   |
| 3  | 19 janvier au 25 janvier 2000     | Sixième Sens                       | 1 032 617 entrées |                   |
| 4  | 26 janvier au 1er février 2000    | Sixième Sens                       | 806 230 entrées   |                   |
| 5  | 2 février au 8 février 2000       | Toy Story 2                        | 926 962 entrées   |                   |
| 6  | 9 février au 15 février 2000      | Sleepy Hollow                      | 816 121 entrées   |                   |
| 7  | 16 février au 22 février 2000     | La Plage                           |                   | 1 106 607 entrées |
| 8  | 23 février au 29 février 2000     | American Beauty                    |                   | 259 452 entrées   |
| 9  | 1er mars au 7 mars 2000           | Le Goût des autres                 |                   | 711 458 entrées   |
| 10 | 8 mars au 14 mars 2000            | Le Goût des autres                 | 650 661 entrées   |                   |
| 11 | 15 mars au 21 mars 2000           | Le Goût des autres                 | 763 199 entrées   |                   |
| 12 | 22 mars au 28 mars 2000           | Le Goût des autres                 | 412 890 entrées   |                   |
| 13 | 29 mars au 4 avril 2000           | Taxi 2                             | 3 478 850 entrées |                   |
| 14 | 5 avril au 11 avril 2000          | Taxi 2                             | 2 206 980 entrées |                   |
| 15 | 12 avril au 18 avril 2000         | Taxi 2                             | 1 662 218 entrées |                   |
| 16 | 19 avril au 25 avril 2000         | Scream 3                           |                   | 1 395 626 entrées |
| 17 | 26 avril au 2 mai 2000            | Erin Brockovich, seule contre tous | 668 065 entrées   |                   |
| 18 | 3 mai au 9 mai 2000               | Erin Brockovich, seule contre tous | 487 327 entrées   |                   |
| 19 | 10 mai au 16 mai 2000             | Mon voisin le tueur                | 277 149 entrées   |                   |
| 20 | 17 mai au 23 mai 2000             | Mon voisin le tueur                | 276 273 entrées   |                   |
| 21 | 24 mai au 30 mai 2000             | Mon voisin le tueur                | 227 870 entrées   |                   |
| 22 | 31 mai au 6 juin 2000             | Meilleur Espoir féminin            |                   | 310 468 entrées   |
| 23 | 7 juin au 13 juin 2000            | American Psycho                    |                   | 156 096 entrées   |
| 24 | 14 juin au 20 juin 2000           | Jet Set                            |                   | 428 488 entrées   |
| 25 | 21 juin au 27 juin 2000           | Gladiator                          |                   | 1 278 067 entrées |
| 26 | 28 juin au 4 juillet 2000         | Gladiator                          | 688 182 entrées   |                   |
| 27 | 5 juillet au 11 juillet 2000      | Gladiator                          | 731 460 entrées   |                   |
| 28 | 12 juillet au 18 juillet 2000     | Gladiator                          | 489 709 entrées   |                   |
| 29 | 19 juillet au 25 juillet 2000     | Gladiator                          | 333 508 entrées   |                   |
| 30 | 26 juillet au 1er août 2000       | Mission impossible 2               |                   | 1 610 166 entrées |
| 31 | 2 août au 8 août 2000             | Mission impossible 2               | 909 701 entrées   |                   |
| 32 | 9 août au 15 août 2000            | En pleine tempête                  |                   | 612 958 entrées   |
| 33 | 16 août au 22 août 2000           | X-Men                              | 857 619 entrées   |                   |
| 34 | 23 août au 29 août 2000           | 60 secondes chrono                 | 964 818 entrées   |                   |
| 35 | 30 août au 5 septembre 2000       | O'Brother                          |                   | 442 253 entrées   |
| 36 | 6 septembre au 12 septembre 2000  | Space Cowboys                      |                   | 321 512 entrées   |
| 37 | 13 septembre au 19 septembre 2000 | Apparences                         |                   | 508 911 entrées   |
| 38 | 20 septembre au 26 septembre 2000 | Hollow Man : L'Homme sans ombre    |                   | 675 352 entrées   |
| 39 | 27 septembre au 3 octobre 2000    | Les Rivières pourpres              |                   | 972 609 entrées   |
| 40 | 4 octobre au 10 octobre 2000      | Tigre et Dragon                    |                   | 501 743 entrées   |
| 41 | 11 octobre au 17 octobre 2000     | Tigre et Dragon                    | 374 601 entrées   |                   |
| 42 | 18 octobre au 24 octobre 2000     | Dancer in the Dark                 |                   | 351 171 entrées   |
| 43 | 25 octobre au 31 octobre 2000     | Scary Movie                        |                   | 1 438 981 entrées |
| 44 | 1er novembre au 7 novembre 2000   | Scary Movie                        | 942 403 entrées   |                   |
| 45 | 8 novembre au 14 novembre 2000    | Shaft                              |                   | 310 850 entrées   |
| 46 | 15 novembre au 21 novembre 2000   | Ça ira mieux demain                |                   | 262 075 entrées   |
| 47 | 22 novembre au 28 novembre 2000   | Charlie et ses drôles de dames     |                   | 711 821 entrées   |
| 48 | 29 novembre au 5 décembre 2000    | Dinosaure                          |                   | 1 320 593 entrées |
| 49 | 6 décembre au 12 décembre 2000    | Dinosaure                          | 945 488 entrées   |                   |
| 50 | 13 décembre au 19 décembre 2000   | Dinosaure                          | 766 269 entrées   |                   |
| 51 | 20 décembre au 26 décembre 2000   | Chicken Run                        |                   | 493 137 entrées   |
| 52 | 27 décembre au 2 janvier 2001     | Incassable                         |                   | 1 357 936 entrées |